# 弦楽四重奏曲第1番 (ヴォーン・ウィリアムズ)
弦楽四重奏曲第1番ト短調（String Quartet No.1 in G minor）は、イギリスの作曲家レイフ・ヴォーン・ウィリアムズが1908年に作曲した弦楽四重奏曲である。

## 概要
ヴォーン・ウィリアムズの弦楽による室内楽曲としては最初（習作は含まない）にあたるこの作品は、ラヴェルによる指導を受けてからすぐの作品であり、和声などの面でラヴェルやドビュッシーの影響が色濃い作品の一つである。しかしながらエルガー以前のようなイギリス・ロマン派の影響も根強い。
初演は1908年に、ヴァイオリン奏者イシドア・シュウィラーらによりロンドンで行われた。その後作曲者は1921年に改訂を施している。

## 楽曲構成
全曲で演奏時間は29分程度。
- 第1楽章 Allegro moderato
- 第2楽章 メヌエットとトリオ、Tempo di Minuetto
- 第3楽章 ロマンス、Andante sostenuto
- 第4楽章 終曲、Rondo Capriccioso - Allegro molto